# Gustaf Jonsson
Gustaf Jonsson (n. 7 iulie 1903, Lycksele, Comitatul Västerbotten, Suedia – d. 30 iulie 1990, Stockholm, Suedia) a fost un schior de fond ce a reprezentat Suedia, medaliat olimpic. A participat la 2 ediții ale Jocurilor Olimpice (1928, 1932) în care a câștigat 1 medalie de argint.